# Saragui
O saguari (Chalceus macrolepidotus) é um peixe teleósteo caraciforme da família dos caracídeos de distribuição na Amazônia. Chega a medir até 25 cm de comprimento, possui o dorso cinza-azulado, os flancos cinza-claros e o ventre prateado, sendo uma espécie tida como ornamental. Também é conhecido pelos nomes de arari, araripirá e são-pedro.